# 15. Festiwal Polskich Filmów Fabularnych w Gdyni
15. Festiwal Polskich Filmów Fabularnych odbył się w 1990 w Gdyni.

## Laureaci

### Wielka Nagroda Festiwalu – Złote Lwy Gdańskie
Ucieczka z kina „Wolność”, reż. Wojciech Marczewski

nominacje:
- 300 mil do nieba, reż. Maciej Dejczer
- Kornblumenblau, reż. Leszek Wosiewicz
- Lawa – Opowieść o „Dziadach” Adama Mickiewicza, reż. Tadeusz Konwicki
- Przesłuchanie, reż. Ryszard Bugajski

### Nagrody Specjalne Jury
- Przesłuchanie, reż. Ryszard Bugajski
- Tadeusz Konwicki za twórczą interpretację Dziadów w filmie: Lawa – Opowieść o „Dziadach” Adama Mickiewicza

### Najlepszy reżyser
Leszek Wosiewicz – Kornblumenblau

### Najlepszy debiut reżyserski
Maciej Dejczer – 300 mil do nieba

### Najlepszy scenariusz
nie przyznano

### Najlepsze zdjęcia
Krzysztof Ptak – 300 mil do nieba i Kornblumenblau

### Najlepsza scenografia
Andrzej Przedworski – Pożegnanie jesieni

### Najlepsze kostiumy
Ewa Krauze – Pożegnanie jesieni

### Najlepsza muzyka
Zygmunt Konieczny Lawa – Opowieść o „Dziadach” Adama Mickiewicza, Pogrzeb kartofla i Ucieczka z kina „Wolność”

### Najlepszy dźwięk
Mariusz Kuczyński Lawa – Opowieść o „Dziadach” Adama Mickiewicza

### Najlepszy montaż
Wanda Zeman i Jarosław Wołejko – Kornblumenblau

### Najlepsza aktorka pierwszoplanowa
Krystyna Janda – Przesłuchanie

nominacje:
- Dorota Stalińska – Historia niemoralna
- Maja Komorowska – Stan posiadania

### Najlepszy aktor pierwszoplanowy
Janusz Gajos – Przesłuchanie i Ucieczka z kina „Wolność”

nominacje:
- Wojciech Klata – 300 mil do nieba
- Gustaw Holoubek – Lawa – Opowieść o „Dziadach” Adama Mickiewicza

### Najlepsza aktorka drugoplanowa
Anna Romantowska – Przesłuchanie

nominacje:
- Jadwiga Jankowska-Cieślak – 300 mil do nieba
- Teresa Budzisz-Krzyżanowska – Lawa – Opowieść o „Dziadach” Adama Mickiewicza

### Najlepszy aktor drugoplanowy
Henryk Bista – Lawa – Opowieść o „Dziadach” Adama Mickiewicza

nominacje:
- Jan Peszek – Pożegnanie jesieni
- Zbigniew Zamachowski – Ucieczka z kina „Wolność”

### Nagrody pozakonkursowe
Specjalne Wyróżnienie za debiut: Teresa Kotlarczyk Zakład
Nagroda Dziennikarzy: Ucieczka z kina „Wolność”, reż. Wojciech Marczewski
Dziennikarze zwrócili także uwagę na szczególne walory humanistyczne paradokumentalnego filmu Jacka Bławuta Nienormalni
Nagroda Fundacji Kultury Polskiej: Zakład, reż. Teresa Kotlarczyk

## Jury
- Witold Adamek – operator
- Ernest Bryll – poeta
- Jan Englert – aktor, rektor PWST w Warszawie
- Feliks Falk – reżyser
- Andrzej Kołodyński – krytyk
- Maciej Pawlicki – redaktor naczelny Tygodnika „Film"
- Tadeusz Sobolewski – redaktor naczelny miesięcznika „Kino"
- Edward Żebrowski – reżyser

## Filmy konkursowe
300 mil do nieba, reż. Maciej Dejczer
Alchemik, reż. Jacek Koprowicz
Bal na dworcu w Koluszkach, reż. Filip Bajon
Chce mi się wyć, reż. Jacek Skalski
Czarny wąwóz, reż. Janusz Majewski
Deja vu, reż. Juliusz Machulski
Gorzka miłość, reż. Czesław Petelski
Historia niemoralna, reż. Barbara Sass
Jemioła, reż. Wanda Różycka-Zborowska
Kornblumenblau, reż. Leszek Wosiewicz
Kramarz, reż. Andrzej Barański
Lawa – Opowieść o „Dziadach” Adama Mickiewicza, reż. Tadeusz Konwicki
Marcowe migdały, reż. Radosław Piwowarski
Męskie sprawy, reż. Jan Kidawa-Błoński
Mów mi Rockefeller, reż. Waldemar Szarek
Nocny gość, reż. Stanisław Różewicz
Oko cyklonu, reż. Henry Kostrubiec
Ostatni dzwonek, reż. Magdalena Łazarkiewicz
Ostatni prom, reż. Waldemar Krzystek
Piggate, reż. Krzysztof Magowski
Piłkarski poker, reż. Janusz Zaorski
Po upadku. Sceny z życia nomenklatury, reż. Andrzej Trzos-Rastawiecki
Pogrzeb kartofla, reż. Jan Jakub Kolski
Powroty, reż. Andrzej Mol
Powrót wilczycy, reż. Marek Piestrak
Pożegnanie jesieni, reż. Mariusz Treliński
Przesłuchanie, reż. Ryszard Bugajski
Seszele, reż. Bogusław Linda
Stan posiadania, reż. Krzysztof Zanussi
Stan strachu, reż. Janusz Kijowski
Stan wewnętrzny, reż. Krzysztof Tchórzewski
Sztuka kochania, reż. Jacek Bromski
Ucieczka z kina „Wolność”, reż. Wojciech Marczewski
Zabić na końcu, reż. Wojciech Wójcik
Zakład, reż. Teresa Kotlarczyk
Żelazną ręką, reż. Ryszard Ber